# Internet Explorer 4
Microsoft Internet Explorer 4 ( IE4 ) є четвертою версією графічного веб-браузера Internet Explorer, яка на даний момент припинена, яку Microsoft оприлюднила навесні 1997 року та випустила у вересні 1997 року, головним чином для Microsoft Windows, але також з версіями, доступними для класичні Mac OS, Solaris і HP-UX    і продаються як «Веб, яким ви хочете». 
Це був один з головних учасників першої браузерної війни . Його методи розповсюдження та інтеграція з Windows були задіяні у справі Сполучені Штати проти. Справа Microsoft Corp. Він був замінений Microsoft Internet Explorer 5 у березні 1999 року. Це був браузер за замовчуванням у Windows 95 OSR 2.5 і Windows 98 First Edition (пізніше за замовчуванням став Internet Explorer 5 ), і він може замінити попередні версії Internet Explorer у Windows 3.1x, Windows NT 3.51, Windows 95 і Windows NT 4.0 ; крім того, було представлено механізм компонування Internet Explorer MSHTML (Trident). До березня 1999 року, коли був випущений IE5, він досяг трохи більше 60% ринку.  У серпні 2001 року, коли було випущено Internet Explorer 6, частка ринку IE4.x впала до 7%, а IE5 зросла до 80%.  Частка ринку IE4 впала нижче 1% до 2004 року 
Internet Explorer 4 більше не доступний для завантаження з Microsoft. Однак архівні версії програмного забезпечення можна знайти на різних веб-сайтах.